# یوهان اندرسون (بازی‌ساز)
یوهان اندرسون یک بازی‌ساز سوئدی و مدیر استودیوی پارادوکس اینتراکتیو شعبه بارسلونا است.